# 恋と十手とお銀ちゃん
『恋と十手とお銀ちゃん』（こいとじってとおぎんちゃん）は、横山光輝による日本の漫画作品。『月刊プリンセス』（秋田書店）の1975年3月号に掲載された。

## あらすじ
時は江戸時代、町でとある商人の旦那が殺された。岡っ引の藤吉は早々、兵助という小番頭を犯人に仕立て上げてしまうが、そこに十手持ちの謎の女お銀ちゃんが現れる。彼女は殺された旦那の周辺を洗い、兵助の他に3人疑わしき者がいることが発覚するのであったが、これといった決め手が見つからず苦戦する。そこで、お銀ちゃんは仕事上の友人である錦一郎のもとを訪れることにした。

## 登場人物
お銀ちゃん（おぎんちゃん）
本作の主人公である美形の女。捕物小町という異名を持つ。本名不詳の謎の女で町民から「お銀ちゃん」という愛称で呼ばれている。
行動力に富み、鋭敏な頭脳を持ち、女性でありながら様々な事件を解決してきた。捕手としての腕前も優秀だが勝気なため、後述の錦一郎からは「やれやれ、これじゃ嫁の貰い手があるかな」などと皮肉を言われている。
アゴ平（アゴへい）
お銀ちゃんと共に行動する男。彼女の良き協力者である。
藤吉（とうきち）
岡っ引で、お銀ちゃんと共に行動することが多いがお互い意見が対立することが多く、常に彼女をライバルとして見ている。
錦一郎（きんいちろう）
お銀ちゃんが困った時に相談に乗る青年。お銀ちゃん以上の明晰な頭脳を持ち、探偵としての推理力は相当なもの。
お銀ちゃんの想い人であるが、錦一郎は美形な上に振る舞いが優雅であり頭も良いため非常にモテており、取り巻きの女の子たちにたびたび焼餅を焼いている。
山形屋のだんな（やまがたやのだんな）
商人・山形屋の主人。何者かにより殺害され、遺体となって発見された。
おかみ
商人・山形屋の奥方。主人とは不和が生じていたがアリバイがあった。
兵助（へいすけ）
山形屋の主人を殺した犯人として疑われている男。小番頭をしている。
太吉（たきち）
前の番頭。山形屋のだんなと事件前会っていたことが後日発覚する。
大番頭（おおばんとう）
山形屋の大番頭であり、事件前に芝居小屋や酒屋を訪れており、アリバイが成立している。

## 書籍情報
- 横山光輝『横山光輝名作集45風夜叉』アップルBOXクリエート、短編集
  1. 1999年12月25日初版発行
- 横山光輝『影丸と胡蝶』講談社、短編集
  1. 2001年5月11日初版発行
- 横山光輝『時代劇傑作集 火盗斬風録』小学館、短編集
  1. 2012年4月20日初版発行

## 他作品でのオマージュ
- ジャイアントロボ 地球の燃え尽きる日 - 本作に登場する、お銀ちゃんをモデルとした同名キャラクターが登場する。また第21話のサブタイトルに同題名が流用され、表紙を本作の主要キャラクターに置き換えたものが描かれている。